# Donah
Antônio Sebastião Donah, mais conhecido como Donah (São Sebastião da Grama, 4 de março de 1946 — São Sebastião da Grama, 16 de fevereiro de 1998), foi um futebolista brasileiro, que atuava como goleiro.

## Carreira
Donah jogou pelo Palmeiras entre 1965 e 1967, e, na condição de reserva de Valdir de Moraes, foi campeão paulista em 1966 e ganhou o Campeonato Brasileiro de 1967 (apenas o Torneio Roberto Gomes Pedrosa, pois não participou da Taça Brasil do mesmo ano). Com a camisa do Palmeiras, fez 21 jogos (9 vitórias, 6 empates e 6 derrotas) e sofreu 23 gols.
Após o Palmeiras, ainda teve uma passagem muito rápida pelo Flamengo, onde fez apenas um jogo em 1968, no empate em 1x1 com o Bonsucesso pelo Campeonato Carioca. 
Ele ainda teve passagens por clubes menores de São Paulo, com maior destaque para o Juventus e para o XV de Piracicaba, onde foi vice-campeão paulista em 1976, perdendo a final para o Palmeiras.
Donah faleceu em 1998, em decorrência de uma falência de órgãos.

## Títulos
Palmeiras
- Campeonato Brasileiro: 1967
- Campeonato Paulista: 1966